# Камертон (премия)
«Национальная премия „Камертон“ им. Анны Политковской» — награда, учреждённая Союзом журналистов России в 2013 году в память о журналистке Анне Политковской, убитой в 2006 году.

## История
Премия «Камертон» была учреждена Секретариатом Союза журналистов России 30 августа 2013 года в несостоявшийся 55-й день рождения журналистки «Новой газеты» Анны Политковской, убитой в 2006 году в подъезде собственного дома в Москве. При этом, в официальном положении о премии на сайте СЖР «днём рождения» Политковской указано 7 сентября. До этого, в 2007 году международной неправительственной организацией «RAW in War» была учреждена премия имени Анны Политковской, которая вручается женщинам за ведение правозащитной деятельности в местах военных действий. Премия «Камертон» не имеет никакого отношения ни к первой премии Политковской, ни к «Новой газете», в которой работала журналистка. Первоначально участие сотрудников «Новой газеты» и родственников Политковской в выдвижении и обсуждении номинаций было прописано в положении награды, однако затем заданные стандарты начали снижаться и премию стали вручать и посмертно, и вовсе не журналистам по профессии, что вылилось в ряд скандалов. В 2020 году премию впервые вручили не только журналистам, но и героям их материалов.

## Основания и права
Согласно положению о премии от 2018 года, она присуждается журналистам «за выдающиеся достижения в области защиты прав человека, за мужество и последовательность в отстаивании принципов свободы слова, за честность, достоинство, гражданскую ответственность и человеческое сострадание». Премия не присуждается посмертно; проектам; лицам и журналистам — членам Секретариата СЖР. Кандидатов на премию могут выдвигать региональные отделения СЖР, коллективы СМИ, руководства редакций и издательств, так и отдельные журналисты — члены СЖР. Ходатайство о выдвижении кандидатуры предоставляется в СЖР для передачи в жюри. Состав жюри формируется секретариатом СЖР из «авторитетных, уважаемых журналистов и специалистов в сфере медиа». Жюри формирует список номинантов и предлагает кандидатуры не более трёх лауреатов, которые утверждаются секретариатом СЖР. Присуждение премии производится решением жюри, которое утверждается председателем СЖР. Премия вручается на церемонии с благотворительным концертом в московской государственной консерватории имени П. И. Чайковского 8 сентября каждого года в день Международный день солидарности журналистов, установленный в память о казнённом в 1943 году в нацистской Германии журналисте Юлиусе Фучике. Знак премии представляет собой натуральный камертон, на футляре которого выгравировано имя лауреата за данный год.

## Лауреаты премии «Камертон»
| Год  | Лауреат (годы жизни)         | Профессиональная принадлежность         | П.            |
| ---- | ---------------------------- | --------------------------------------- | ------------- |
| 2013 | Ольга Алленова (р. 1975)     | Коммерсантъ                             | [ 12 ] [ 13 ] |
| 2014 | Андрей Миронов† (1954—2014)  | Новая газета                            | [ 14 ] [ 15 ] |
| 2014 | Андреа Роккелли† (1983—2014) | Новая газета                            | [ 14 ] [ 15 ] |
| 2015 | Галина Арапова (р. 1972)     | Центр защиты прав СМИ                   | [ 16 ] [ 17 ] |
| 2016 | Сергей Русанов (р. 1972)     | Тюменский меридиан                      | [ 18 ] [ 19 ] |
| 2017 | Юлия Латынина (р. 1966)      | Новая газета / Эхо Москвы               | [ 20 ] [ 21 ] |
| 2017 | Евгений Поддубный (р. 1983)  | ВГТРК                                   | [ 20 ] [ 21 ] |
| 2018 | Кирилл Вышинский (р. 1967)   | РИА Новости — Украина                   | [ 22 ] [ 23 ] |
| 2019 | Иван Голунов (р. 1983)       | Meduza                                  | [ 24 ] [ 25 ] |
| 2020 | Елена Костюченко (р. 1987)   | Новая газета                            | [ 26 ] [ 27 ] |
| 2020 | Юрий Козырев (р. 1963)       | Новая газета                            | [ 26 ] [ 27 ] |
| 2020 | Михаил Кецкало (н/д)         | Городская клиническая больница № 52     | [ 26 ] [ 27 ] |
| 2020 | Василий Рябинин (н/д)        | Росприроднадзор                         | [ 26 ] [ 27 ] |
| 2021 | Наталья Синдеева (р. 1971)   | телеканал «Дождь»                       | [ 28 ]        |
| 2021 | Дмитрий Марков (1982—2024)   | фотограф                                | [ 28 ]        |
| 2021 | Николай Солонович (р. 1970)  | заслуженный артист Российской Федерации | [ 28 ]        |
| 2021 | Владимир Спиваков (р. 1944)  | оркестр «Виртуозы Москвы»               | [ 28 ]        |
| 2022 | Катерина Гордеева (р. 1977)  | проект «Скажи Гордеевой»                | [ 29 ]        |
| 2023 | Женя Беркович (р. 1985)      | режиссёр                                | [ 30 ]        |
| 2023 | Светлана Петрийчук (р.1980)  | драматург                               | [ 30 ]        |
| 2024 | Александра Астахова          | фотограф                                | [ 31 ]        |
| 2024 | «Собеседник»                 | газета                                  | [ 31 ]        |
| 2024 | Людмила Навальная            | мама Алексея Навального                 | [ 31 ]        |
| 2024 | Алла Абросимова              | мама Юлии Навальной                     | [ 31 ]        |